# André Simonazzi

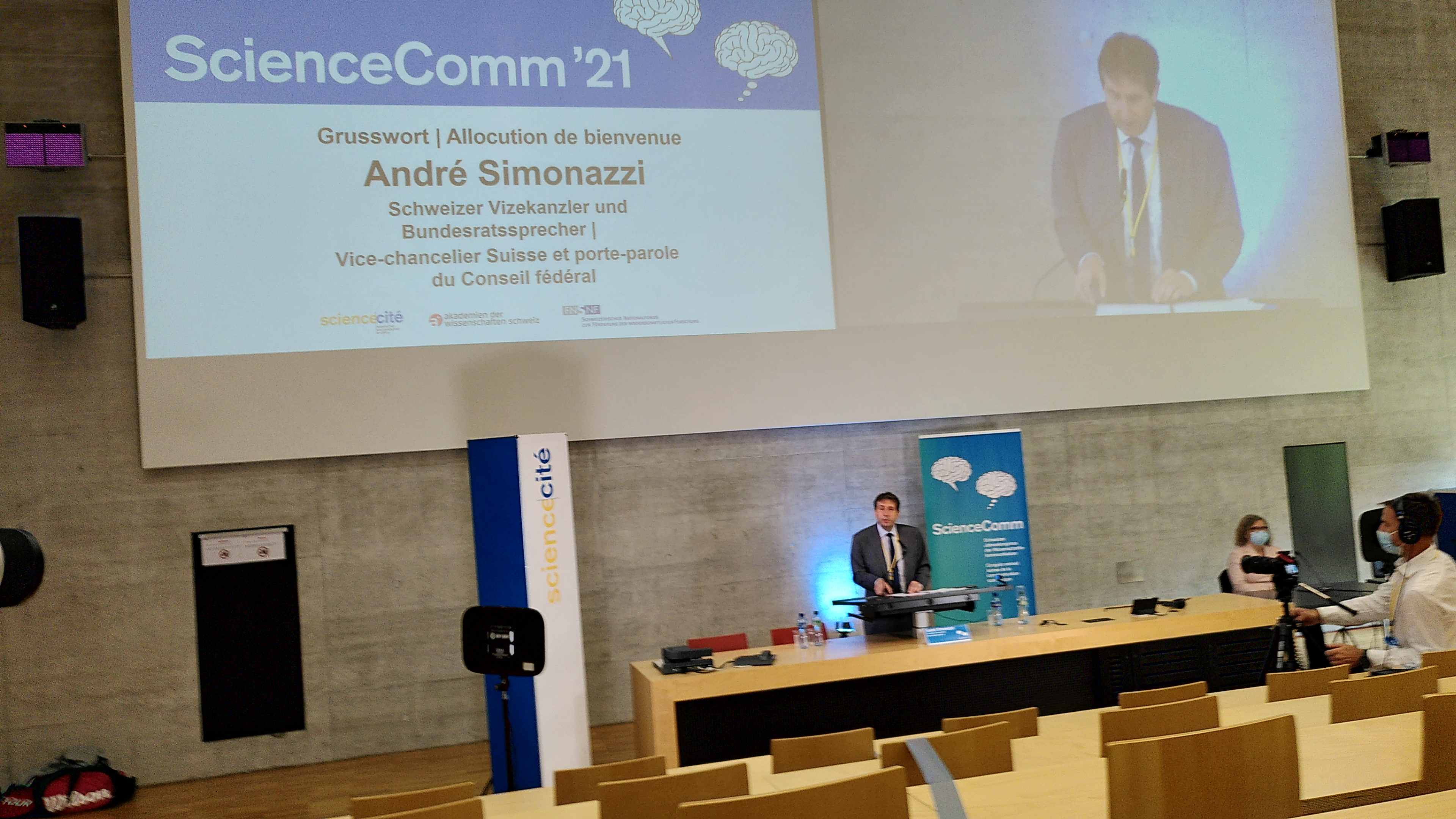
André Simonazzi (2021)

André Simonazzi (* 17. November 1968 in Monthey; † 10. Mai 2024) war ein Schweizer leitender Bundesangestellter. Er war von 2009 bis zu seinem Tod Vizekanzler sowie Bundesratssprecher der Schweizerischen Eidgenossenschaft. Er gehörte der Sozialdemokratischen Partei an.

## Leben und Wirken
André Simonazzi besuchte nach der obligatorischen Schulzeit das Gymnasium des Kollegiums St-Maurice. Er schloss die Matura (Typus B) im Jahr 1988 ab. Danach studierte er an der Universität Genf das Fach Internationale Beziehungen. Dieses Studium beendete er 1992 mit dem Lizenziat.
Bei der Walliser Zeitung Le Nouvelliste absolvierte er die Ausbildung zum Journalisten, bevor er 1995 in den Dienst der Caritas Schweiz trat. Dort war er Pressesprecher für die französischsprachige Schweiz und Informationschef.
Ab 2004 war Simonazzi im Eidgenössischen Departement für Umwelt, Verkehr, Energie und Kommunikation als Informationschef tätig. Am 12. November 2008 wurde er zum Vizekanzler der Schweiz und zum Bundesratssprecher ernannt. Er trat das Amt als Nachfolger von Oswald Sigg am 1. April 2009 an. Ab dem Jahr 2015 unterstand ihm zudem der Präsidialdienst der Bundeskanzlei.
André Simonazzi starb am 10. Mai 2024 im Alter von 55 Jahren, nachdem er bei einer Bergwanderung zusammengebrochen war. Er war verheiratet und hatte drei erwachsene Kinder.
Zu seinem Nachfolger wurde der Tessiner Andrea Arcidiacono bestimmt.